# Frehmbeck
Der Frehmbeck ist ein Naturschutzgebiet in der niedersächsischen Gemeinde Eldingen in der Samtgemeinde Lachendorf im Landkreis Celle.
Das Naturschutzgebiet mit dem Kennzeichen NSG LÜ 095 ist 12 Hektar groß. Es ist größtenteils Bestandteil des FFH-Gebietes „Lutter, Lachte, Aschau (mit einigen Nebenbächen)“. Im Süden grenzt es an das Naturschutzgebiet „Lachte“.
Das Naturschutzgebiet liegt südlich von Eldingen zwischen Wohlenrode und Hohnhorst. Es stellt den Unterlauf der Frehmbeck, einem Nebenbach der Lachte, und die angrenzenden Talhänge unter Schutz. Der Bach selber wird von heimischen Laubbaumarten begleitet. Die Talhänge im Norden des Naturschutzgebietes sind mit Nadelbäumen aufgeforstet worden.
Während der Unterlauf der Frehmbeck mit einem kiesigen Bachbett naturnah geblieben ist, ist der Bachlauf oberhalb des Naturschutzgebietes zum Entwässerungsgraben ausgebaut worden. Dieser beeinträchtigt durch das Mobilisieren von Sand und Schlamm bei Unterhaltungsmaßnahmen den Unterlauf.
Das Gebiet steht seit dem 16. Juni 1984 unter Naturschutz. Zuständige untere Naturschutzbehörde ist der Landkreis Celle.